# Język seget
Język seget – język zachodniopapuaski używany w prowincji Papua Zachodnia we wschodniej Indonezji. Według danych z 1988 roku posługuje się nim 1200 osób.
Katalog Ethnologue (wyd. 18) informuje, że jego użytkownicy zamieszkują wsie: Walian, Sailolof, Segum, Seget. Publikacja Peta Bahasa jako obszar jego użytkowania wymienia wsie: Seget, Malaban, Kasimle, Klayas, Wasinsan, Wayen Kede, Wawenagu.
Należy do rodziny języków zachodniej Ptasiej Głowy. Jest blisko spokrewniony z językiem moi. W powszechnym użyciu jest również język indonezyjski. W 1987 r. odnotowano też, że niektóre osoby ze starszego pokolenia znają moi.